# Tąpkowice (gromada)
Tąpkowice – dawna gromada, czyli najmniejsza jednostka podziału terytorialnego Polskiej Rzeczypospolitej Ludowej w latach 1954–1972.
Gromady, z gromadzkimi radami narodowymi (GRN) jako organami władzy najniższego stopnia na wsi, funkcjonowały od reformy reorganizującej administrację wiejską przeprowadzonej jesienią 1954 do momentu ich zniesienia z dniem 1 stycznia 1973, tym samym wypierając organizację gminną w latach 1954–1972.
Gromadę Tąpkowice z siedzibą GRN w Tąpkowicach utworzono – jako jedną z 8759 gromad na obszarze Polski – w powiecie będzińskim w woj. stalinogrodzkim, na mocy uchwały nr 14/54 WRN w Stalinogrodzie z dnia 5 października 1954. W skład jednostki weszły obszary dotychczasowych gromad Niezdara, Ossy i Tąpkowice ze zniesionej gminy Sączów w tymże powiecie. Dla gromady ustalono 15 członków gromadzkiej rady narodowej.
20 grudnia 1956 województwo stalinogrodzkie przemianowano (z powrotem) na katowickie.
1 stycznia 1957 gromadę włączono do powiatu tarnogórskiego w tymże województwie.
Gromada przetrwała do końca 1972 roku, czyli do kolejnej reformy gminnej. 1 stycznia 1973 w powiecie tarnogórskim utworzono gminę Tąpkowice, której siedzibę ulokowano jednak w pobliskich Ożarowicach, pozbawiając równocześnie Tąpkowic funkcji administracyjnych (ponadto, po 25 latach, 1 stycznia 1997, nazwę gminy zmieniono na właściwą jej siedzibie – gmina Ożarowice). Należy tu nadmienić, że siedziba zniesionej w 1950 roku gminy Ożarowice (w powiecie będzińskim) znajdowała się – odwrotnie – właśnie w Tąpkowicach.